# Фаджето-Ларіо
Фаджето-Ларіо (італ. Faggeto Lario) — муніципалітет в Італії, у регіоні Ломбардія, провінція Комо.
Фаджето-Ларіо розташоване на відстані близько 520 км на північний захід від Рима, 45 км на північ від Мілана, 8 км на північний схід від Комо.
Населення — 1226 осіб (2014).
Щорічний фестиваль відбувається 23 квітня. Покровитель — святий Юрій.

## Демографія
Населення за роками:

Станом на 1 січня 2023 року в муніципалітеті офіційно проживали 83 іноземці з 22 країн, серед них 36 громадян країн Євросоюзу та 8 громадян України.

## Сусідні муніципалітети
- Альбавілла
- Альбезе-кон-Кассано
- Кальйо
- Карате-Уріо
- Казліно-д'Ерба
- Ерба
- Лальйо
- Нессо
- Поньяна-Ларіо
- Тавернеріо
- Торно